# Kiwa

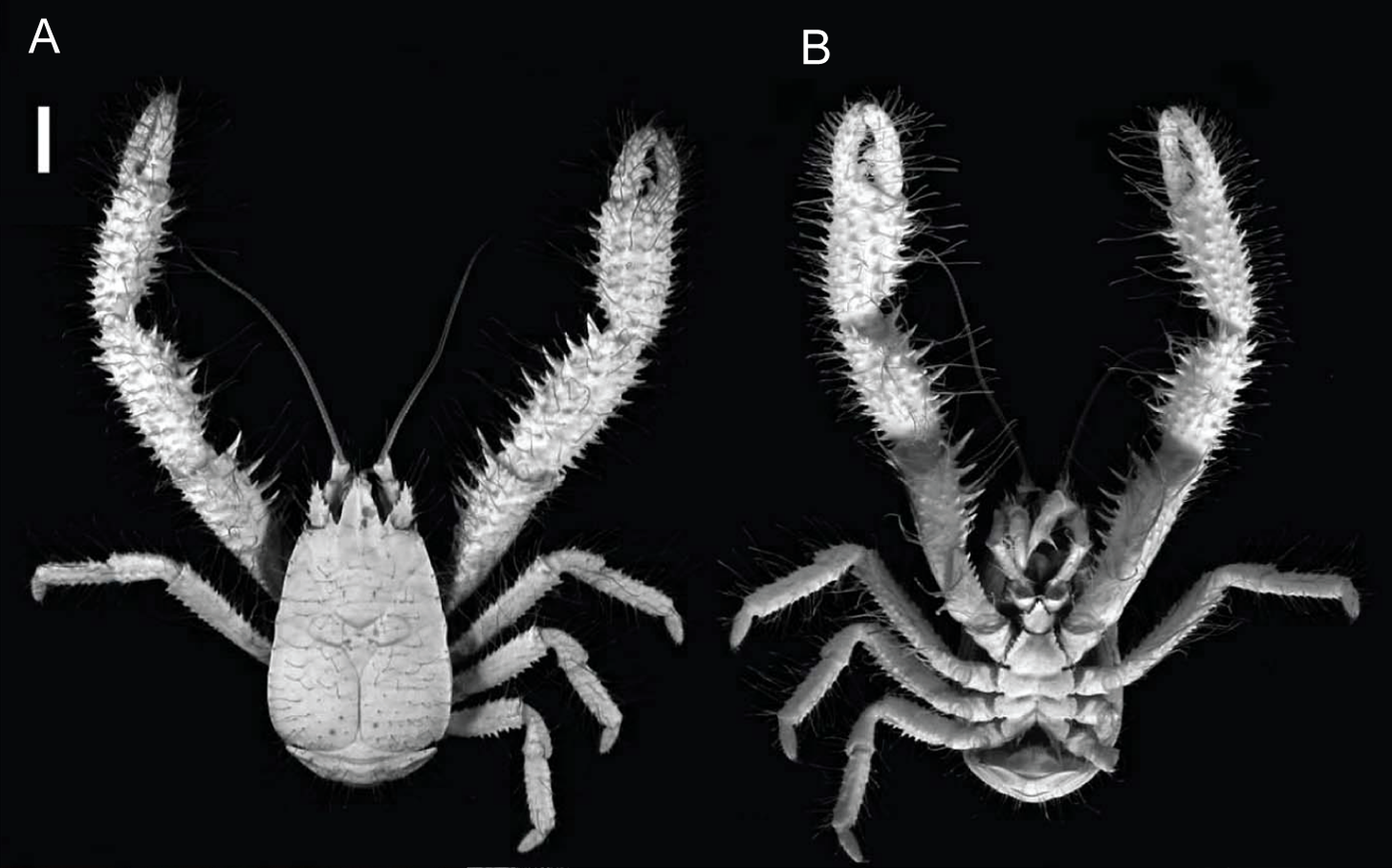
Kiwa puravida.

Kiwa é um género de crustáceos decápodes marinhos das fontes hidrotermais profundas e das zonas de emanação fria (cold seeps). As espécies conhecidas desta família são referidas pelo nome comum de caranguejos-yeti, dado o seu aspecto hirsuto lembrar o mítico yeti. O género é em geral colocado na família monotípica Kiwaidae da superfamília Chirostyloidea, embora apareça por vezes como parte da superfamília monotípica Kiwaoidea.

## Descrição
Foram descritas duas espécies no género Kiwa:
- Kiwa hirsuta descoberta em 2005;[1]
- Kiwa puravida, decoberta em 2006.[3]

Uma terceira espécie, conhecida informalmente por "caranguejo Hoff", foi descoberta no East Scotia Ridge, mas continua por descrever, tendo contudo sido estabelecido através da análise de marcadores mitochondriais e do rDNA nuclear que é uma espécie geneticamente distinta de K. hirsuta. Os mesmos dados sugerem que a divergência entre as duas populações ocorreu há 12 milhões de anos. Em 2011 uma forma morfologicamente muito similar à colectada no East Scotia Ridge foi recolhida de fontes hidrotermais no South West Indian Ridge.
Com base na presença de bactérias capazes de oxidar enxofre nas setae de K. hirsuta e da nova espécie, conclui-se que aquelas espécies se podem alimentar de bactérias em complemento à sua acção como detritívoras. No caso da espécie K. puravida, as bactérias presentes pudeream ser identificadas e o comportamento alimentar observado é acompanhado pelo movimento cíclico ritmado do caranguejo que foi documentado, aparentando ser destinado a aumentar o fluxo de metano, o alimento das bactérias, em direcção às áreas de maior concentração bacteriana sobre as patas. Os dois sexos das novas espécies preferem temperaturas diferentes das águas, com os machos a preferirem as águas mais quentes e as fêmeas com ovos e os juvenis a preferirem águas mais frias.
Macpherson et al. atribuíram o nome genérico Kiwa em homenagem Kiwa, a deidade guardiã dos mares na mitologia Maori.

## Galeria

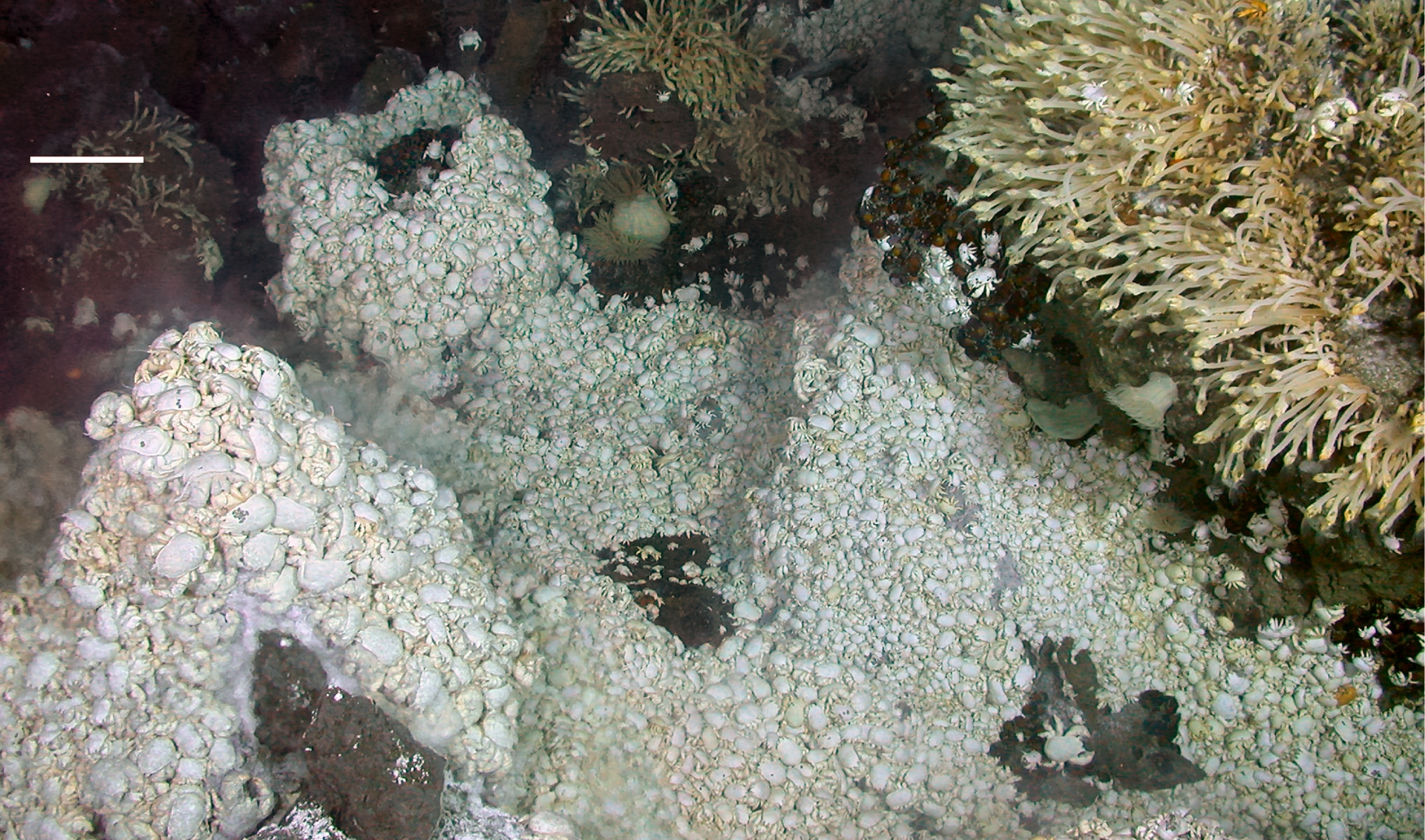
Densa massa de Kiwa em torno de uma fonte hidrotermal.
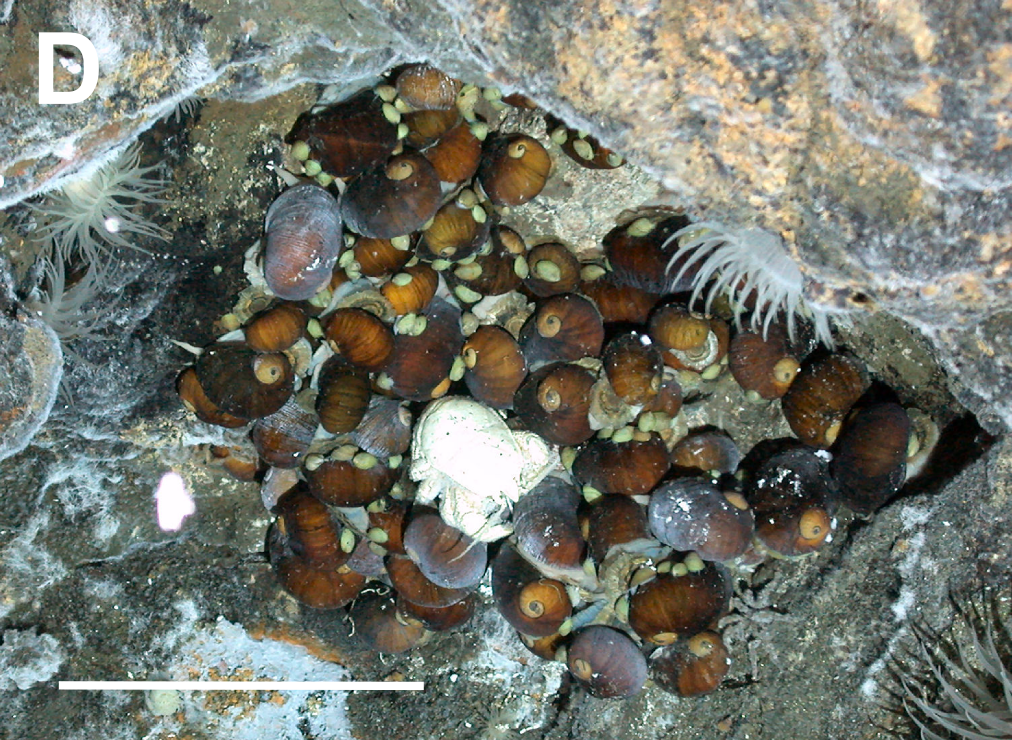
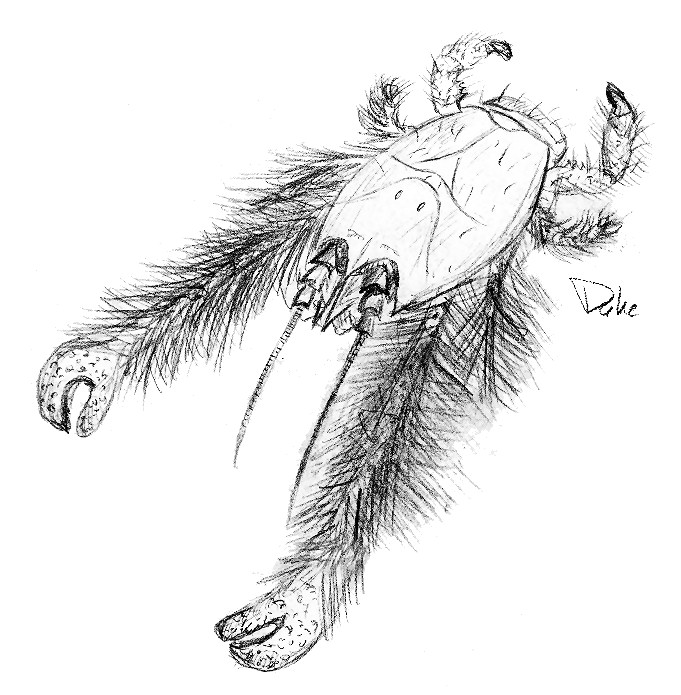
Kiwa hirsuta